# Hermandad del Vía Crucis (Córdoba)
La Hermandad  del Vía Crucis del Santo Cristo de la Salud, es una Hermandad católica que hace Estación de penitencia el Lunes Santo en Córdoba, desde la Iglesia de San Juan y Todos los Santos. Es la única Hermandad de la Semana Santa de Córdoba que no procesiona a su titular sobre un paso procesional, sino que lo porta a hombros.

## Historia
La idea de formar esta hermandad ya viene desde los siglo XV. 
En el año 1972 se funda definitivamente la Hermandad actual, erigiéndose en la parroquia de San Juan y Todos los Santos (Trinidad) por parte de un grupo de hermanos y hermanas, siendo párroco de la misma Monseñor Gómez Aguilar. Se cree que durante todo el tiempo entre los orígenes pretéritos de la Hermandad y dicho año, la imagen pudo haber sido procesionada sobre un paso. En aquel momento tenía la advocación del Santísimo Cristo del Vía Crucis aunque tiempo después cambió de advocación para ponerle la actual: Santo Cristo de la Salud.
Realizó su primera Estación de Penitencia en el Lunes Santo de 1973.

## Santo Cristo de la Salud
La talla de la imagen cristífera es anónima, siendo realizada sobre el año 1590 tal y como se desprende de un documento hallado en el interior del Cristo tras la restauración llevada a cabo por Miguel Arjona en el año 1974.
Se trata de un Cristo muerto en la Cruz, sujeto al madero por tres clavos y cubierto por un paño de pureza de color marfil con flores, anudado en el lado izquierdo. De cuerpo musculoso, piernas encogidas, su cabeza cae inclinada hacia el lado derecho. Sus cabellos, no muy trabajados, caen sobre el hombro derecho y se mezclan con la barba, muy poblada, dispuesta en espirales paralelas.
Como el propio nombre de la cofradía indica, la imagen del Santo Titular procesiona en Vía Crucis, sin paso, siendo portado a hombros por tres hermanos, que son elegidos mediante sorteo.

## Música
Tambores enlutados al principio del cortejo procesional tocados por 4 hermanos de la Hermandad.

## Recorrido
(Salida) Plaza de la Trinidad (20:30) - 1ª Estación
Horno de la Trinidad, Valladares, Pza. de Pineda, Leopoldo de Austria 
Pza. de San Juan (20:50) - 2ª Estación
Barroso
Blanco Belmonte (21:00) - 3ª Estación
Pza. de Agrupación de Cofradías, Conde Luque, Deanes, Manríquez
Tomás Conde (21:30) - 4ª Estación (Altar Hotel Casas de la Judería)
Campo Santos Mártires, Santa Teresa de Jornet, Ronda de Isasa

Puerta del Puente (21:40) - Entrada en C.O
Interior S.I.C - 5ª Estación
Arco de las Bendiciones - 6ª Estación
Puerta de Santa Catalina (23:10) - Salida de C.O.

Cardenal González
Plaza de los Abades (23:40) - 7ª Estación (Altar)
Portería de Santa Clara
Rey Heredia (23:50) - 8ª Estación (Altar)
Encarnación (00:00) - 9ª Estación (Altar Ermita del Caballero de Gracia)
Cardenal Herrero (00:10) - 10ª Estación (Altar Virgen de los Faroles)
Judería, Manríquez, Pza. de Juda Leví, Tomás Conde
Pza. de Maimonides (00:30) - 11ª Estación
Judíos
Puerta de Almodovar (00:40) - 12ª Estación (Altar)
Tejón y Marín (00:50) - 13ª Estación (Altar)
Lope de Hoces
(Entrada) Plaza de la Trinidad (1:25) - 14ª Estación

## Paso por la Carrera Oficial
| Predecesor: La Sentencia | Orden de entrada en la carrera oficial (Lunes Santo) Quinto lugar | Sucesor: Ánimas |

- Datos: Q5895629
- Multimedia: Hermandad del Via Crucis, Córdoba / Q5895629